# استیو اند بریز

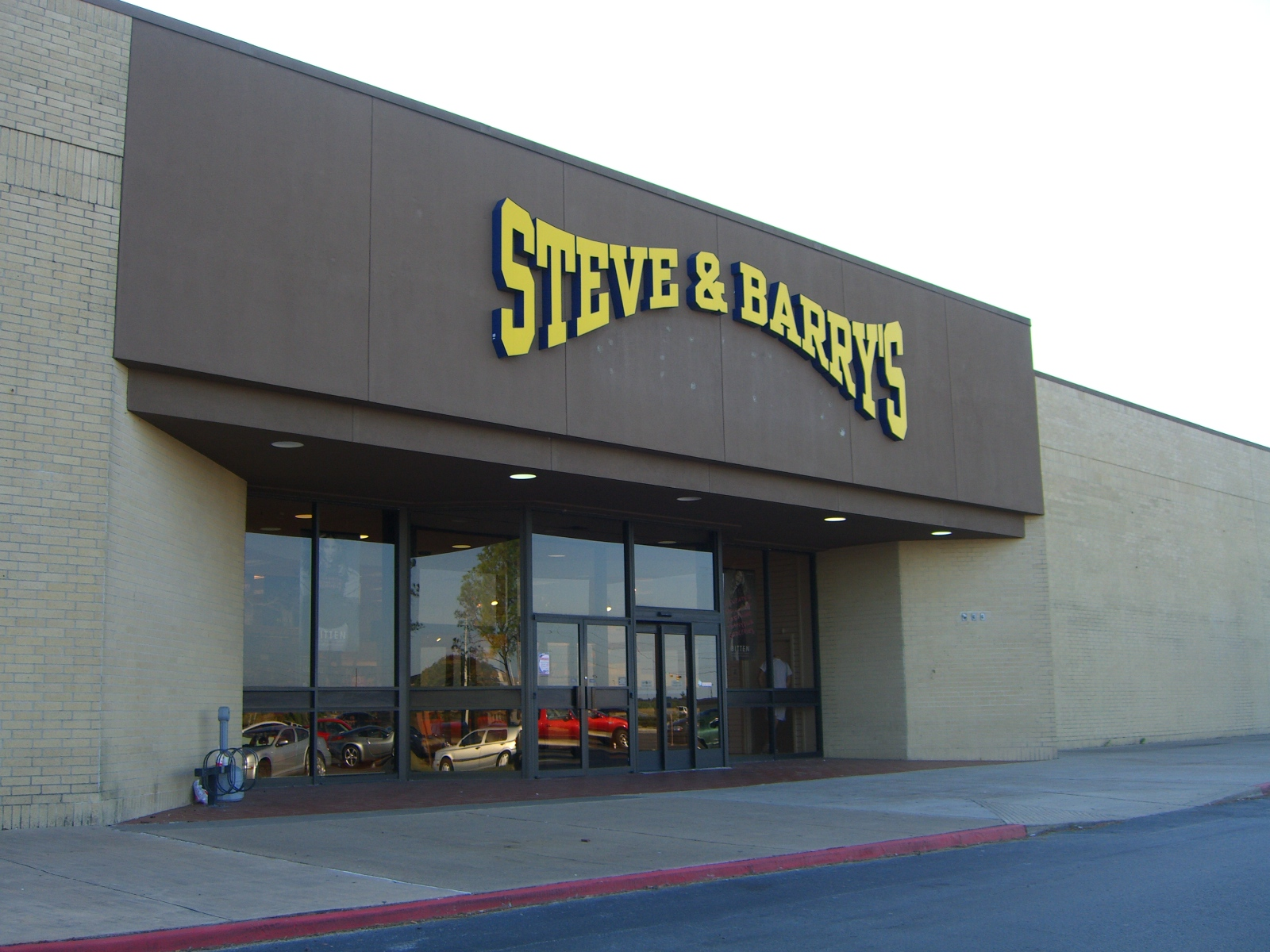
یکی از شعب فروشگاه در تگزاس آمریکا.

استیو اند بری (به انگلیسی: Steve & Barry's) یک شرکت خرده‌فروشی پوشاک آمریکایی بود که که قیمت‌های ارزان محصولاتش موجب رشد فزایندهٔ آن طی سال‌های اخیر گردیده بود.
تا اواسط سال ۲۰۰۸ میلادی، این شرکت ۲۷۶ فروشگاه زنجیره‌ای در ۳۶ ایالت آمریکا داشت، ولی در اواخر سال ۲۰۰۸ با اعلام ورشکستی، همهٔ فروشگاه‌های خود را تعطیل کرد.